# Waukesha

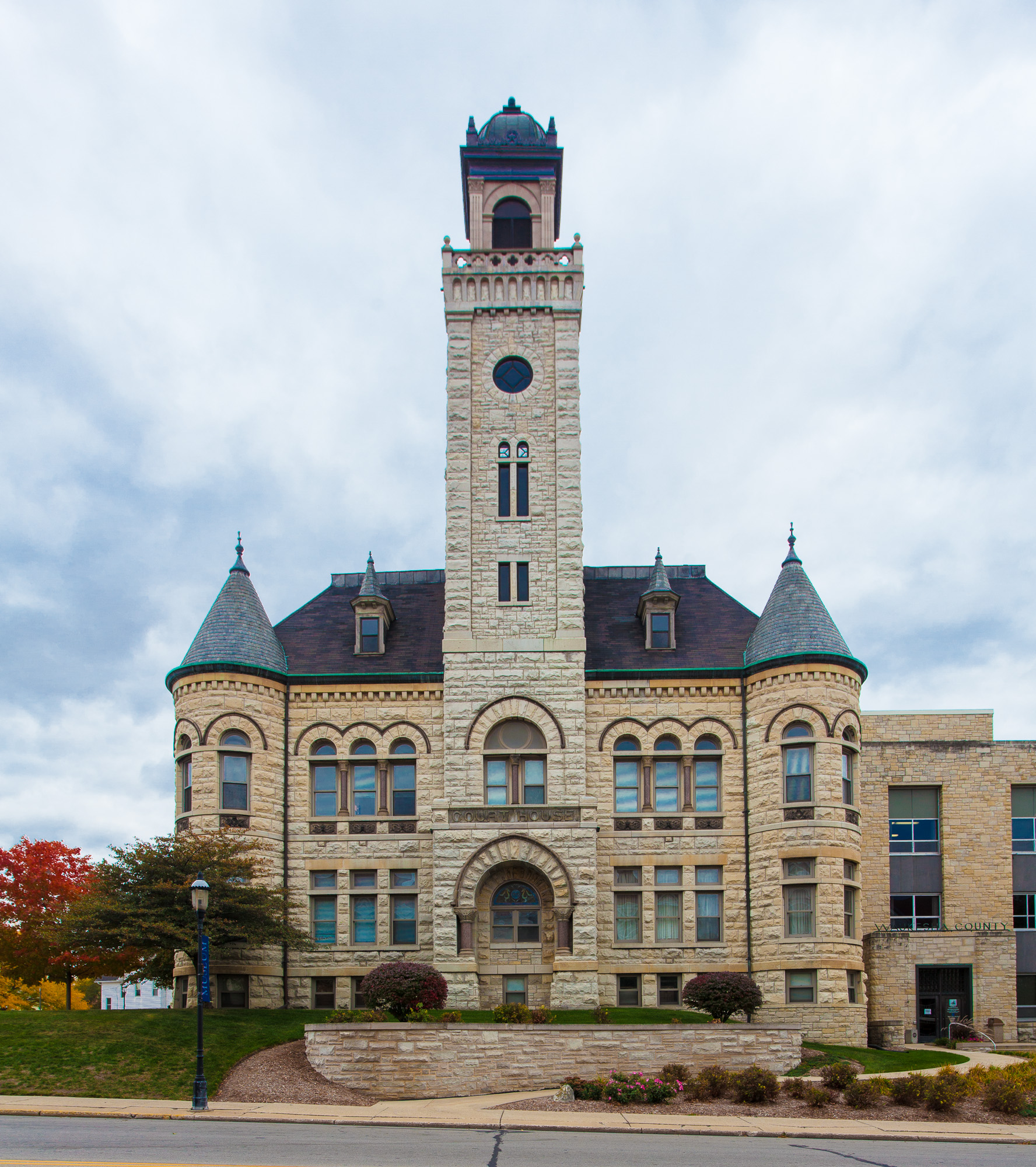
Old Waukesha County Courthouse

Waukesha ist eine Stadt (mit dem Status „City“) und Verwaltungssitz des Waukesha County im US-amerikanischen Bundesstaat Wisconsin. Die Stadt hat  71.158 Einwohner (2020).
Waukesha ist Bestandteil der Metropolregion Milwaukee.

## Geografie
Waukesha liegt im westlichen Vorortbereich der Stadt Milwaukee am Fox River und etwa 30 km westlich des Michigansees.
Die geografischen Koordinaten von Waukesha sind 43°00′35,81″ nördlicher Breite und 88°14′14,77″ westlicher Länge. Das Stadtgebiet erstreckt sich über eine Fläche von 56,2 km² und grenzt im Süden an die Town of Waukesha, ohne dieser anzugehören.
Nachbarorte von Waukesha sind die Stadt Pewaukee (an der nördlichen Stadtgrenze), Brookfield (13,8 km nordöstlich), West Allis (18,5 km östlich), New Berlin (13 km ostsüdöstlich), Muskego (17 km südöstlich), Big Bend (15,6 km südlich), Mukwonago (21 km südsüdwestlich), North Prairie (17,9 km südwestlich), Wales (13,3 km westlich), Hartland (19,3 km nordwestlich) und die Gemeinde Pewaukee (10,8 nordnordwestlich).
Das Stadtzentrum von Milwaukee liegt 28,5 km östlich. Die neben Milwaukee nächstgelegenen weiteren Großstädte sind Green Bay (192 km nördlich), Wisconsins Hauptstadt Madison (104 km westlich), Rockford im benachbarten Bundesstaat Illinois (131 km südwestlich) und Chicago in Illinois (172 km südsüdöstlich).

## Verkehr
Die Interstate 94, die kürzeste Verbindung von Milwaukee nach Madison, verläuft in Ost-West-Richtung durch die Stadt. Parallel dazu verläuft der U.S. Highway 18 durch das Stadtgebiet von Waukesha. Daneben treffen im Stadtgebiet von Pewaukee die Wisconsin State Highways 59 und 164 zusammen. Alle weiteren Straßen in Waukesha sind untergeordnete Landstraßen, unbefestigte Fahrwege oder innerörtliche Verbindungsstraßen.
Im Stadtgebiet von Waukesha treffen mehrere Eisenbahnlinien für den Frachtverkehr der Canadian National Railway (CN), der Wisconsin and Southern Railroad (WSOR) und der Union Pacific Railroad (UP) zusammen.
Mit dem Waukesha County Airport befindet sich im Norden des Stadtgebiets von Waukesha ein kleiner Flugplatz. Der nächste Verkehrsflughafen ist der 40 km ostsüdöstlich gelegene Milwaukee Mitchell International Airport von Milwaukee.

## Bildung
In Waukesha befindet sich das private presbyterianische Carroll College. Es wurde 1846 gegründet und ist damit das älteste College des Staates Wisconsin. Weitere Bildungseinrichtungen in der Stadt sind das Waukesha County Technical College und die University of Wisconsin Waukesha.

## Geschichte
Am 31. Mai 2014 sorgte eine Messerstecherei weltweit für Aufsehen, bei der zwei 12-jährige Mädchen ihre Freundin in einen Wald lockten und 19 Mal auf sie einstachen, um dem Phänomen Slender Man zu gefallen.
Am 21. November 2021 steuerte der 39-jährige Darrell E. Brooks einen SUV in Teilnehmer und Zuschauer eines Weihnachts-Umzuges, wodurch sechs Menschen starben.

## Bevölkerung
Nach der Volkszählung im Jahr 2010 lebten in Waukesha 70.718 Menschen in 28.295 Haushalten. Die Bevölkerungsdichte betrug 1258,3 Einwohner pro Quadratkilometer. In den 28.295 Haushalten lebten statistisch je 2,4 Personen.
Ethnisch betrachtet setzte sich die Bevölkerung zusammen aus 88,1 Prozent Weißen, 2,3 Prozent Afroamerikanern, 0,4 Prozent amerikanischen Ureinwohnern, 3,5 Prozent Asiaten sowie 3,5 Prozent aus anderen ethnischen Gruppen; 2,1 Prozent stammten von zwei oder mehr Ethnien ab. Unabhängig von der ethnischen Zugehörigkeit waren 12,1 Prozent der Bevölkerung spanischer oder lateinamerikanischer Abstammung.
23,7 Prozent der Bevölkerung waren unter 18 Jahre alt, 65,7 Prozent waren zwischen 18 und 64 und 10,6 Prozent waren 65 Jahre oder älter. 51,0 Prozent der Bevölkerung waren weiblich.
Das mittlere jährliche Einkommen eines Haushalts lag bei 58.070 USD. Das Pro-Kopf-Einkommen betrug 28.810 USD. 10,4 Prozent der Einwohner lebten unterhalb der Armutsgrenze.

## Persönlichkeiten
- Sidney Dean Townley (1867–1946), Astronom und Seismologe
- Les Paul (1915–2009), Gitarrist
- David Knutson (* 1946), Opernsänger mit den Stimmlagen Tenor und Countertenor
- Mike Cahill (* 1952), Tennisspieler
- John Anderson (* 1956), American-Football-Spieler
- Michelle Thaller (* 1969), Astrophysikerin
- Melissa Mueller (* 1972), Stabhochspringerin
- Brad Beyer (* 1973), Schauspieler
- Derek Machan (* 1974), Komponist, Pianist und Musikpädagoge
- Guy Allen Kelpin (* 1976), Komponist und Posaunist
- Pete Zimmer (* 1977), Jazz-Schlagzeuger und Bandleader
- Dan Solwold (* 1978), Wrestler
- Morgan Hamm (* 1982), Kunstturner
- Paul Hamm (* 1982), Kunstturner und Olympiasieger
- Kelly Minkin (* 1987), Pokerspielerin
- Erik Sowinski (* 1989), Mittelstreckenläufer
- J. J. Watt (* 1989), American-Football-Spieler
- Joe Schobert (* 1993), American-Football-Spieler

## Städtepartnerschaften
- Granada, Nicaragua
- Kökschetau/Кокшетау (Kasachstan)